# Challenger de Morelos 2022
El torneo Morelos Open 2022 fue un torneo de tenis perteneció al ATP Challenger Tour 2022 en la categoría Challenger 80. Se trató de la 8.ª edición; el torneo tuvo lugar en la ciudad de Morelos (México), desde el 25 de abril hasta el 1 de mayo de 2022 sobre pista dura al aire libre.

## Jugadores participantes del cuadro de individuales
| Favorito | País                        | Jugador             | Rank1 | Posición en el torneo |
| -------- | --------------------------- | ------------------- | ----- | --------------------- |
| 1        | Bandera de Estados Unidos   | Ernesto Escobedo    | 140   | Cuartos de final      |
| 2        | Bandera de los Países Bajos | Tim van Rijthoven   | 183   | Primera ronda         |
| 3        | Bandera del Reino Unido     | Jay Clarke          | 192   | CAMPEÓN               |
| 4        | Bandera de Argentina        | Juan Pablo Ficovich | 204   | Primera ronda         |
| 5        | Bandera de Canadá           | Brayden Schnur      | 237   | Primera ronda, retiro |
| 6        | Bandera de Colombia         | Nicolás Mejía       | 239   | Segunda ronda         |
| 7        | Bandera de Japón            | Yūichi Sugita       | 240   | Primera ronda, retiro |
| 8        | Bandera de Australia        | Rinky Hijikata      | 254   | Semifinales           |

- 1 Se ha tomado en cuenta el ranking del 18 de abril de 2022.

### Otros participantes
Los siguientes jugadores recibieron una invitación (wild card), por lo tanto ingresan directamente al cuadro principal (WC):
- Alex Hernández
- Rodolfo Jauregui Sainz de Rozas
- Rodrigo Pacheco Méndez

Los siguientes jugadores ingresan al cuadro principal tras disputar el cuadro clasificatorio (Q):
- Elmar Ejupović
- Benjamin Lock
- Shintaro Mochizuki
- Naoki Nakagawa
- Keegan Smith
- Sun Fajing

## Campeones

### Individual Masculino
- Jay Clarke derrotó en la final a  Adrián Menéndez Maceiras, 6–1, 4–6, 7–6(5)

### Dobles Masculino
- JC Aragone /  Adrián Menéndez Maceiras derrotaron en la final a  Nicolás Mejía /  Roberto Quiroz, 7–6(4), 6–2